# Storena mainae
Storena mainae là một loài nhện trong họ Zodariidae.
Loài này thuộc chi Storena. Storena mainae được Rudy Jocqué & Barbara C. Baehr miêu tả năm 1995.